# Amazon Kindle Fire
Kindle Fire — планшетный компьютер[чей?] с цветным экраном, тесно интегрированный с различными сервисами Amazon, выпущенный 15 ноября 2011 года.

## Характеристики

### Аппаратная часть
В Kindle Fire используется двухъядерный процессор Texas Instruments OMAP 4. Устройство имеет цветной 7-дюймовый сенсорный IPS-экран с разрешением 1024×600 пикселей. Поддерживается мультитач. Устройство имеет 8 Гб встроенной памяти. Поддерживаются Wi-Fi и USB 2.0
Из 8 гигабайт встроенной памяти, для хранения контента может быть использовано приблизительно 6,5 Гб.

### Программная часть
В первом поколении устройств Kindle Fire установлена ОС Android 2.3 Gingerbread, во втором — Android 4.0 Ice Cream Sandwich.
Поддерживаемые форматы — Kindle (AZW), TXT, PDF, незащищенный MOBI, PRC, Audible, DOC, DOCX, JPEG, GIF, PNG, BMP, AAC, MP3, MIDI , OGG, WAV, MP4, VP8.
Основным конкурентом Kindle Fire считается планшет Nook Tablet, продажи которого начались почти одновременно с устройством Amazon. Однако в Kindle Fire стоит доработанная Amazon версия Android, на которую можно устанавливать приложения только с Amazon Market.

## Модели
|                 | первое поколение (2011)                 | второе поколение (2012)                 |
| модели          | Kindle Fire                             | Kindle Fire HD                          |
| --------------- | --------------------------------------- | --------------------------------------- |
| дата выхода     | 15 ноября, 2011                         | 14 сентября , 2012                      |
| статус          | закрыт                                  | закрыт                                  |
| размер экрана   | 7"                                      | 7"                                      |
| расширение      | не расширяется                          | не расширяется                          |
| разрешение      | 1024 × 600 (169 ppi)                    | 1024 × 600 (169 ppi)                    |
| OС              | Fire OS 1.0 (изменённый Android 2.3.3)  | Fire OS 2.0 (изменённый Android 4.0.3)  |
| ЦП              | Двухъядерный 1 GHz TI OMAP4 4430        | Двухъядерный 1.2 GHz TI OMAP4 4430      |
| граф. процессор | Imagination Technologies PowerVR SGX540 | Imagination Technologies PowerVR SGX540 |
| RAM             | 512 MB                                  | 1 GB                                    |
| Wi-Fi           | 802.11 b/g/n                            | 802.11 b/g/n                            |
| объём памяти    | 8 ГБ                                    | 8 ГБ                                    |
| размеры         | 190 × 120 × 11.4 мм                     | 189 × 120 × 11.5 мм                     |
| вес             | 413 г (14,6 oz)                         | 400 г (14 oz)                           |
| аккумулятор     | 4400 mAh                                | 4400 mAh                                |